# Y Leonis
Y Leonis är en kortperiodisk förmörkelsevariabel av Algol-typ i stjärnbilden Lejonet.
Stjärnan har en visuell magnitud som varierar mellan +10,09 och +13,2 med en period på 1,686102 dygn.